# Félix Welkenhuysen
Félix Welkenhuysen (Saint-Gilles, 1908. december 12. – 1980. április 20.), belga válogatott labdarúgó.
A belga válogatott tagjaként részt vett az 1934-es világbajnokságon.

## Sikerei, díjai
Union Saint-Gilloise
- Belga bajnok (3): 1932–33, 1933–34, 1934–35

## Külső hivatkozások
- Félix Welkenhuysen adatlapja – eu-football.info
- Félix Welkenhuysen – a FIFA adatbázisában